# El baile (película)
El baile es una película española de 1959 dirigida por Edgar Neville, según la obra de teatro El baile del mismo Neville. Fue la segunda y última película en color dirigida por Neville tras Duende y misterio del flamenco.

## Sinopsis
Principios del siglo XX. Pedro y Julián, amigos desde la infancia, están unidos por dos pasiones: la entomología y el amor por Adela. Aunque Adela elige a Pedro, Julián no se rinde y está dispuesto a seguir luchando por su amor mientras viva. Por su parte, Adela, que es joven y bonita, no se resigna a pasarse toda la vida encerrada entre bichitos. Quiere vivir la vida, ir a los bailes, coquetear. Y la desgracia llega… eso es "el baile", el baile ese al que siempre quieren asistir pero que la confortabilidad o el conformismo le hace una y otra vez resistirse a ir. La película es completamente teatral, pues casi todo sucede en una habitación. La historia se divide en tres actos: Juventud hacia el 1915, madurez hacia los años 30 y vejez en los años 50.

## Localizaciones de rodaje
La película está rodada en Madrid.

## Premios
15.ª edición de las Medallas del Círculo de Escritores Cinematográficos
| Categoría              | Película      | Resultado |
| ---------------------- | ------------- | --------- |
| Mejor actor secundario | Rafael Alonso | Ganador   |